# 27049 Kraus
27049 Kraus (1998 SB3) là một tiểu hành tinh vành đai chính được phát hiện ngày 18 tháng 9 năm 1998 bởi R. Tucker ở Goodricke-Pigott Observatory.